# Les Amoureux de Noël
Les Amoureux de Noël (Christmas in Boston) est un téléfilm de Noêl américain réalisé par Neill Fearnley et diffusé le 14 décembre 2005 sur ABC Family.

## Synopsis
Depuis 13 ans, Gina et Seth sont correspondants. Ils ne se sont jamais rencontrés et cela devient possible le jour où ils sont tous les deux de passage à Boston, en même temps, pour raisons professionnelles. Problème, ils ne se sont jamais vus. De peur, chacun envoie son meilleur ami à sa place, Matt pour Seth et Ellen pour Gina et ces deux-là ne resteront pas insensibles l'un à l'autre. 

## Fiche technique
- Titre original : Christmas in Boston
- Réalisation : Neill Fearnley
- Scénario : Stephanie T. Baxendale
- Photographie : Russ Goozee
- Musique : Robert Carli
- Durée : 90 minutes
- Pays : États-Unis

## Distribution
- Marla Sokoloff : Gina
- Patrick J. Adams (VF : Alexandre Gillet) : Seth
- Lindy Booth (VF : Dorothée Pousséo) : Ellen
- Jonathan Cherry : Matt
- Shawn Lawrence : M. Dugan
- Art Hindle (en) : M. Howard
- Neill Fearnley (VF : Laurent Claret) : Sullivan
- Janessa Crimi : Gina jeune
- Jonathan Alderton : Seth jeune
- Yola Wojcik : Angelica Davis

 Source et légende : version française (VF) sur RS Doublage